# Adélaïde de Schaumbourg-Lippe (1821-1899)
Pour l’article homonyme, voir Adélaïde de Schaumbourg-Lippe (1875-1971).
La princesse Adélaïde de Schaumbourg-Lippe, (9 mars 1821 à Bückeburg, Schaumbourg-Lippe - 30 juillet 1899 à Itzehoe, province du Schleswig-Holstein, Empire allemand) est membre de la Maison de Schaumburg-Lippe par la naissance. Grâce à son mariage avec Frédéric de Schleswig-Holstein-Sonderbourg-Glücksbourg, Adelaïde est la belle-sœur de Christian IX de Danemark et la duchesse consort de Schleswig-Holstein-Sonderbourg-Glücksbourg du 14 octobre 1878 au 27 novembre 1885.

## Famille
Adélaïde est la deuxième fille de Georges-Guillaume de Schaumbourg-Lippe et de la princesse Ida de Waldeck-Pyrmont. Elle est la plus jeune sœur d'Adolphe Ier de Schaumbourg-Lippe.

## Mariage et descendance

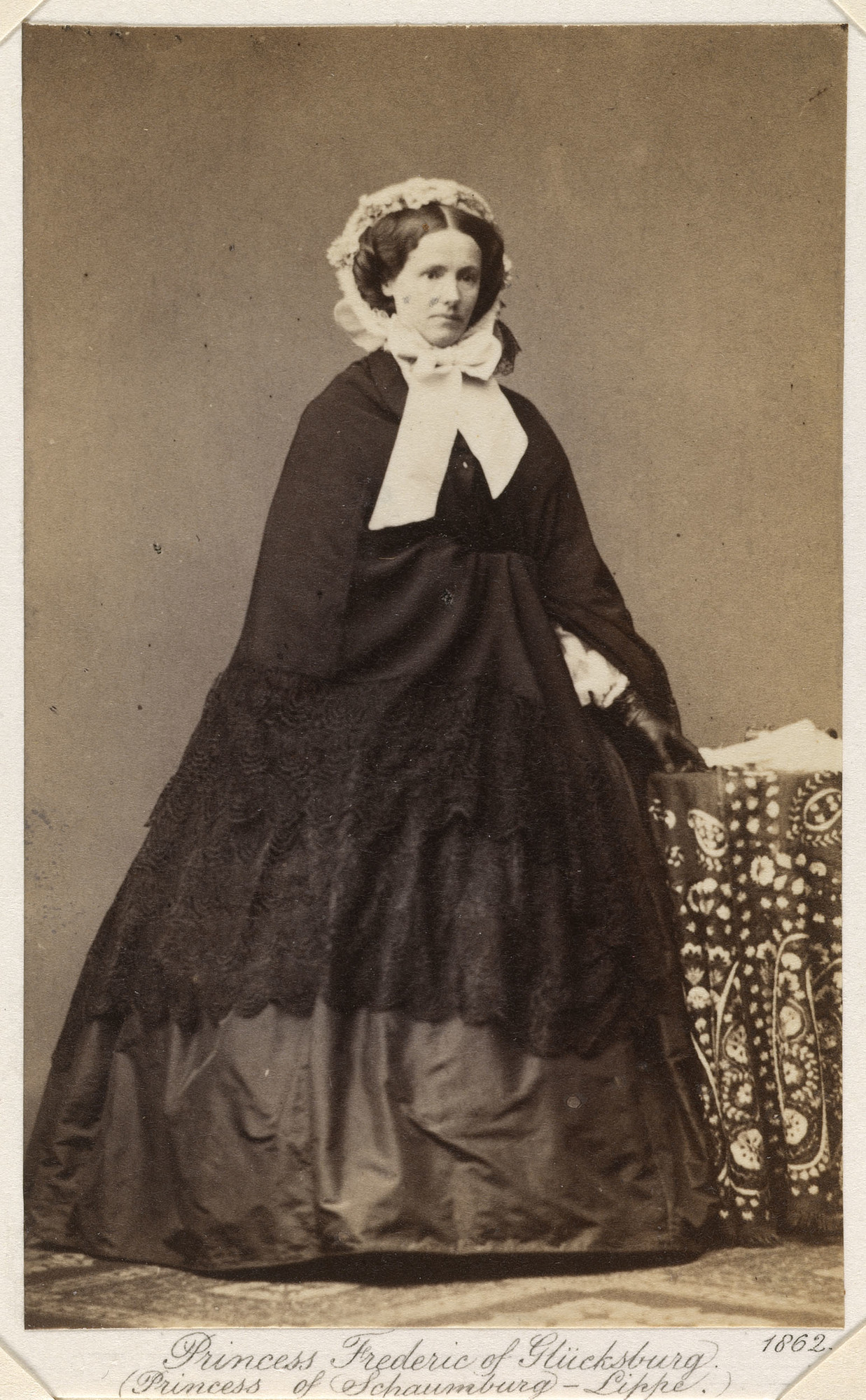
La princesse Adélaîde.

Adélaïde épouse Frédéric de Schleswig-Holstein-Sonderbourg-Glücksbourg (plus tard duc de Schleswig-Holstein-Sonderbourg-Glücksbourg), le deuxième fils de Frédéric-Guillaume de Schleswig-Holstein-Sonderbourg-Glücksbourg et Louise-Caroline de Hesse-Cassel, le 16 octobre 1841 à Bückeburg, Schaumbourg-Lippe. Ils ont cinq enfants :
- Marie Caroline Auguste Ida Louise de Schleswig-Holstein-Sonderbourg-Glücksbourg (27 février 1844 - 16 septembre 1932), elle épouse Guillaume de Hesse-Philippsthal-Barchfeld (1831-1890).
- Frédéric-Ferdinand de Schleswig-Holstein-Sonderbourg-Glücksbourg (12 octobre 1855 - 21 janvier 1934).
- Louise de Schleswig-Holstein-Sonderbourg-Glücksbourg (6 janvier 1858 - 2 juillet 1936), épouse Georges-Victor de Waldeck-Pyrmont.
- Marie Wilhelmine Louise Ida Frédérique Mathilde Hermine de Schleswig-Holstein-Sonderbourg-Glücksbourg (31 août 1859 - 26 juin 1941).
- Albert de Schleswig-Holstein-Sonderbourg-Glücksbourg (15 mars 1863 - 23 avril 1948).